# Peregrinatio in terram sanctam

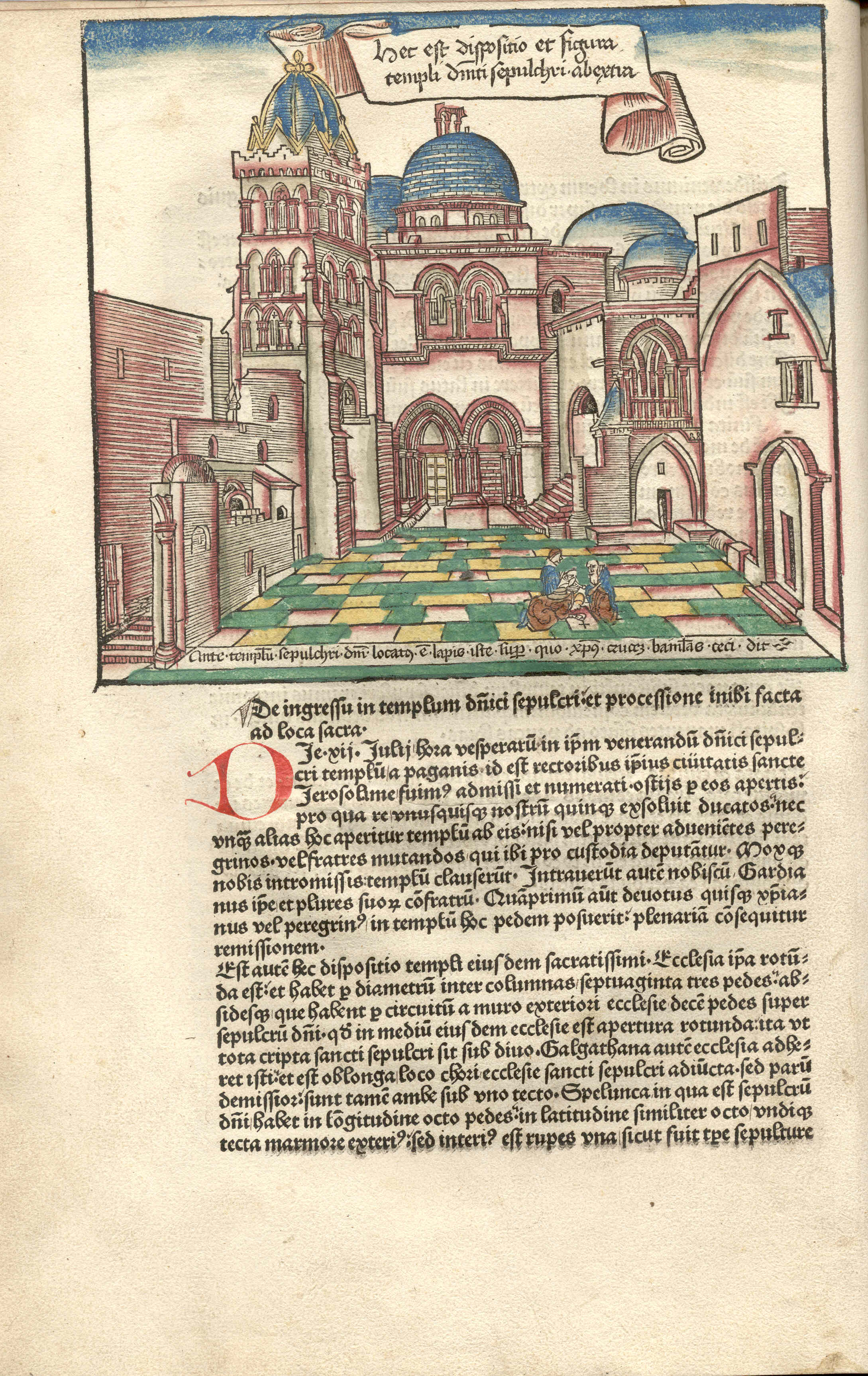
Bernhard von Breidenbach: Peregrinatio in terram sanctam, illustriert und gedruckt in Mainz von Erhard Reuwich, 11. Februar 1486, unpaginiert

Die „Peregrinatio in terram sanctam“ (deutsch Pilgerreise ins heilige Land) ist ein Reisebericht des deutschen Klerikers Bernhard von Breidenbach. Das Buch handelt von seiner Pilgerreise von Venedig nach Jerusalem und seiner Weiterreise nach Ägypten. Breidenbach war Teilnehmer der Pilgerfahrt unter der Führung des Erbprinzen Johann zu Solms im April 1483 und kehrte im Januar 1484 nach Venedig zurück. Der Pilgerbericht gilt als zentrales Werk der Inkunabelzeit. Der Text entstand zwischen 1484 und 1486.

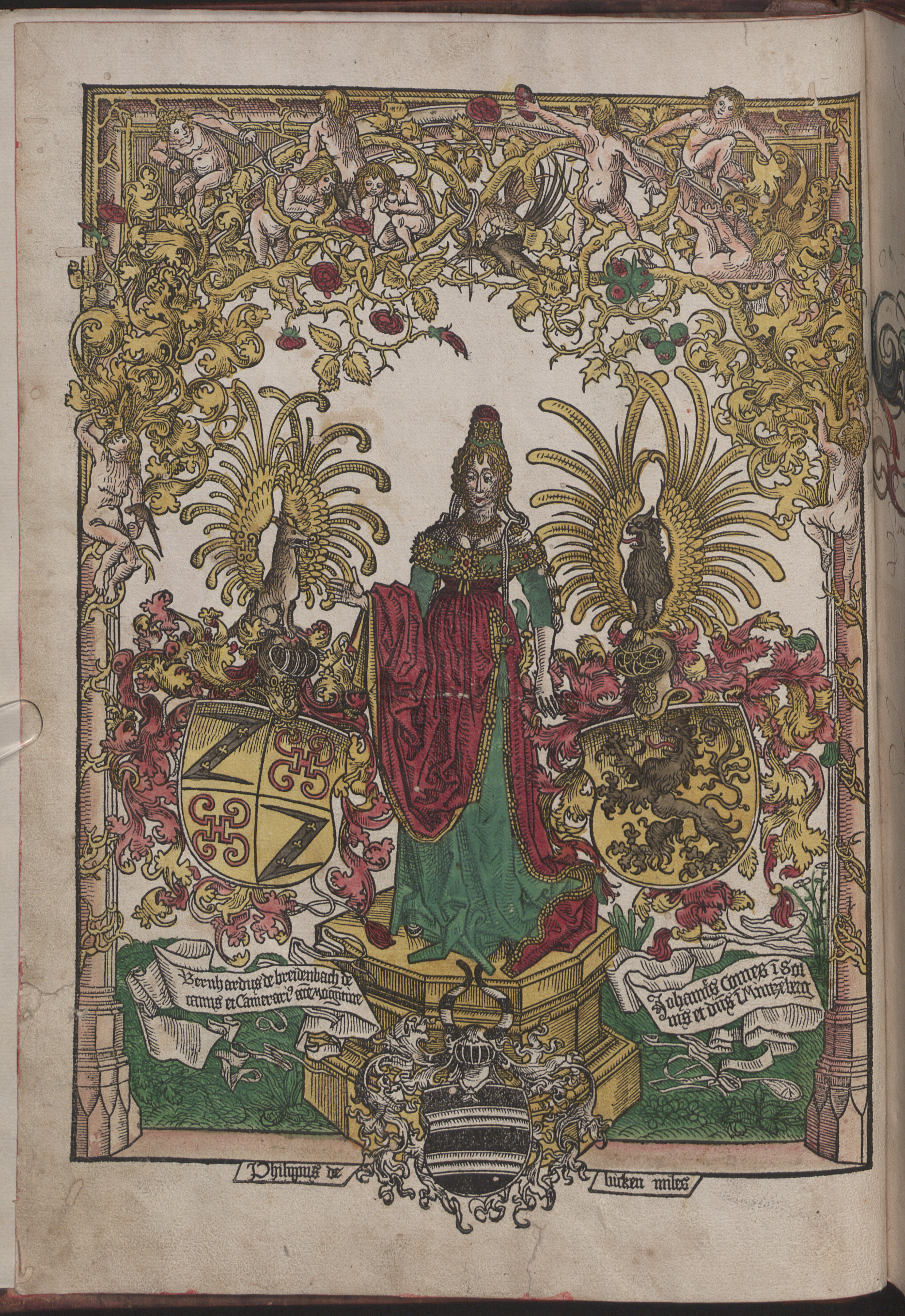
Erhard Reuwich, Frontispiz zu den Peregrinationes

## Auflagen und Übersetzungen
Die Peregrinatio war einer der ersten gedruckten und mit zahlreichen großformatigen und zum Teil mehrseitigen Holzschnitten illustrierten Reiseberichte. Das Buch war sehr gefragt, es erschienen zahlreiche Übersetzungen und Neuauflagen. Zunächst wurde die Peregrinatio am 11. Februar 1486 in Mainz auf Lateinisch gedruckt. Am 21. Juni desselben Jahres und am 22. April 1488 wurden die ersten beiden frühneuhochdeutschen Ausgaben veröffentlicht. Eine niederländische Übersetzung erschien am 24. Mai 1488, am 28. November 1488 folgte eine französische Übersetzung. 1498 wurde die Peregrinatio auch in das Spanische übersetzt und noch 1610 in das Polnische. Nicht nur die einzelnen Auflagen, sondern auch die einzelnen Exemplare derselben Auflage können sich im Einzelfall erheblich voneinander unterscheiden. So fehlen in einigen Exemplaren Illustrationen.

## Inhalt und Aufbau des Reiseberichts
Bernhard von Breidenbach beginnt seinen Bericht mit einem Dedikationsschreiben an den Mainzer Kurfürsten und Erzbischof Berthold von Henneberg sowie einer Inhaltsangabe. Darauf folgt eine Absichtserklärung, einerseits zu seiner Pilgerreise, andererseits zur Veröffentlichung seines Berichts. Dem schließt sich die Erzählung der eigentlichen Pilgerreise an. Sie beginnt mit der Reise von Oppenheim nach Venedig. Breidenbach informiert über die in Venedig zu machenden Besorgungen und Vorbereitungen für die Reise und beschreibt die Aushandlung eines Vertrags zur Überfahrt mit dem Schiffspatron. Fortgesetzt wird die Erzählung mit den Tagesetappen der Schiffsreise bis nach Jaffa. Nun folgt die Besichtigung der heiligen Stätten, die im Bericht oft mit Bibelzitaten identifiziert werden. Breidenbach nennt ebenfalls den Ablass, der bei den besuchten Stätten gewährt wird. Nach der genauen Beschreibung der Grabeskirche fährt er fort mit dem Kapitel „de moribus, ritibus et erroribus“, also den „Sitten, Gewohnheiten und Irrtümern“, wobei er die „Irrtümer“ sowohl der Moslems als auch der häretischen Christen meint. Der zweite Hauptteil der Peregrinatio befasst sich mit der Reise von Jerusalem über den Berg Sinai nach Ägypten und schließlich mit der Rückfahrt von Alexandria nach Venedig. In beiden Hauptteilen lässt Breidenbach immer wieder geographische und ethnographische Informationen einfließen und erzählt von exotischen Tieren und Erlebnissen seiner Pilgergruppe. Insgesamt gibt er aber nur sehr vereinzelte individuelle Auskünfte. Nur an wenigen Stellen werden seine eigenen Handlungen geschildert, was in einem spätmittelalterlichen Pilgerbericht üblich ist. Im Anhang finden sich noch – je nach Auflage – verschiedene Wörterlisten, Entfernungsangaben und Erzählungen über die Türken. Ein Kolophon schließt das Werk ab.

## Illustrationen von Erhard Reuwich im Reisebericht

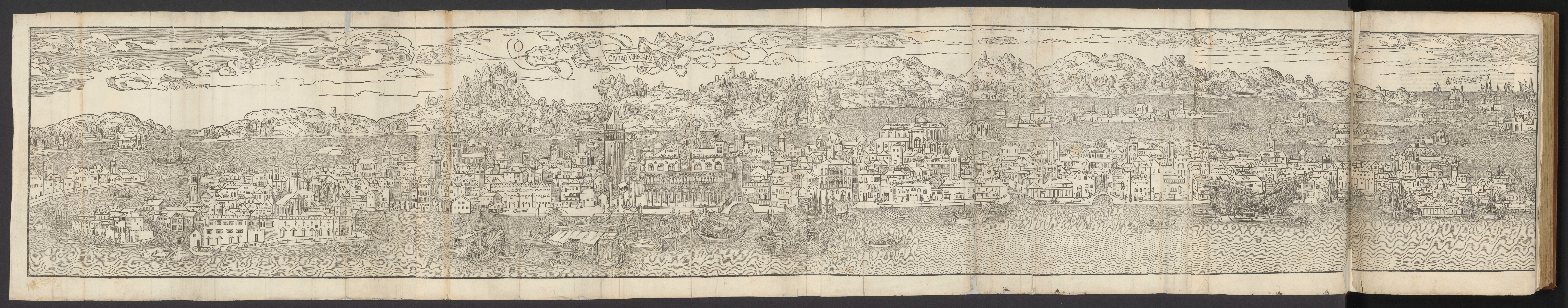
Venedig, Vedute aus vier Druckstöcken

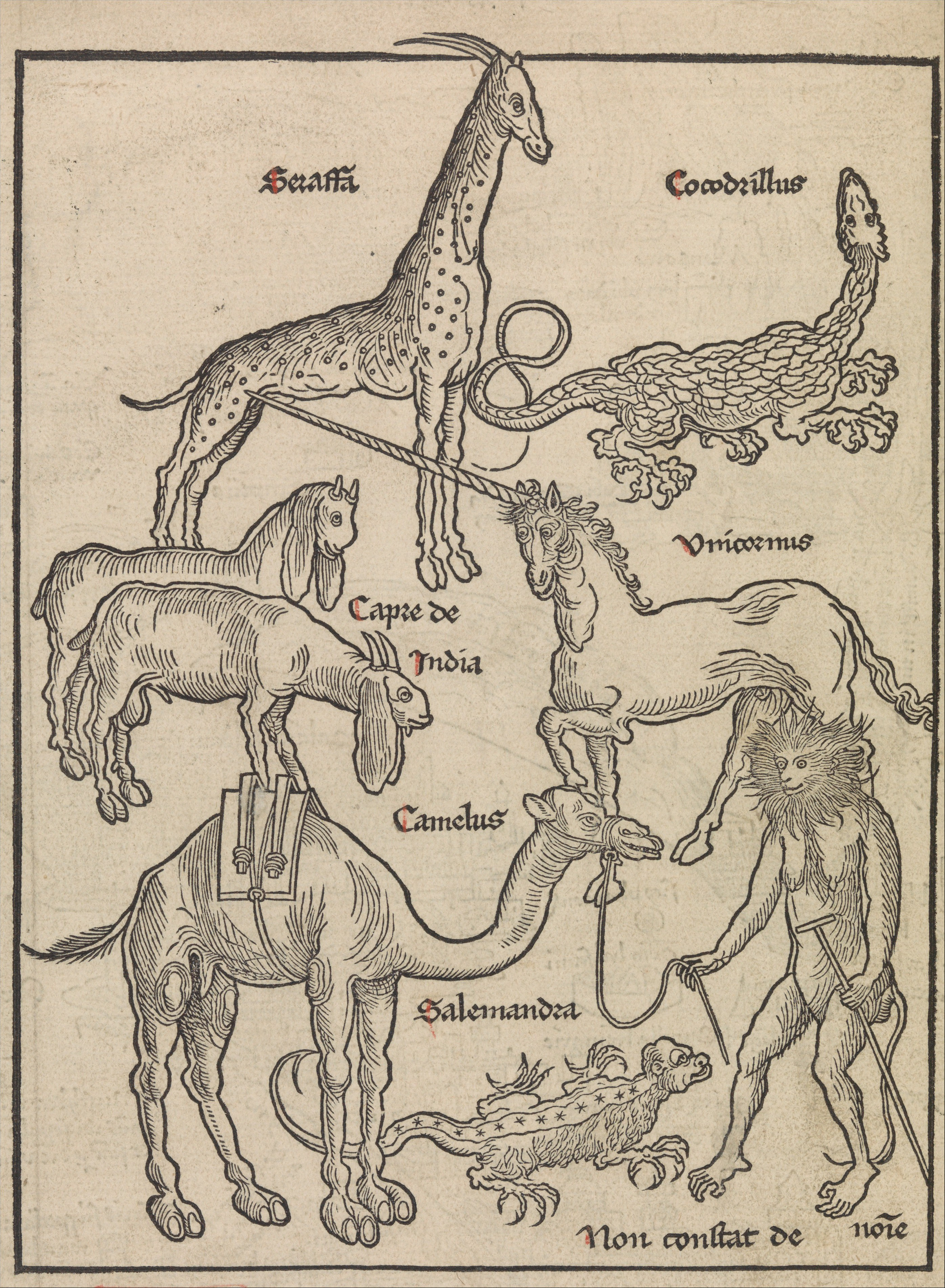
Holzschnitt der Tiere des Heiligen Landes